# Egon Bondy
Egon Bondy, właściwie Zbyněk Fišer (ur. 20 stycznia 1930 w Pradze, zm. 9 kwietnia 2007 w Bratysławie) – czeski pisarz, poeta, prozaik i filozof.

## Życiorys

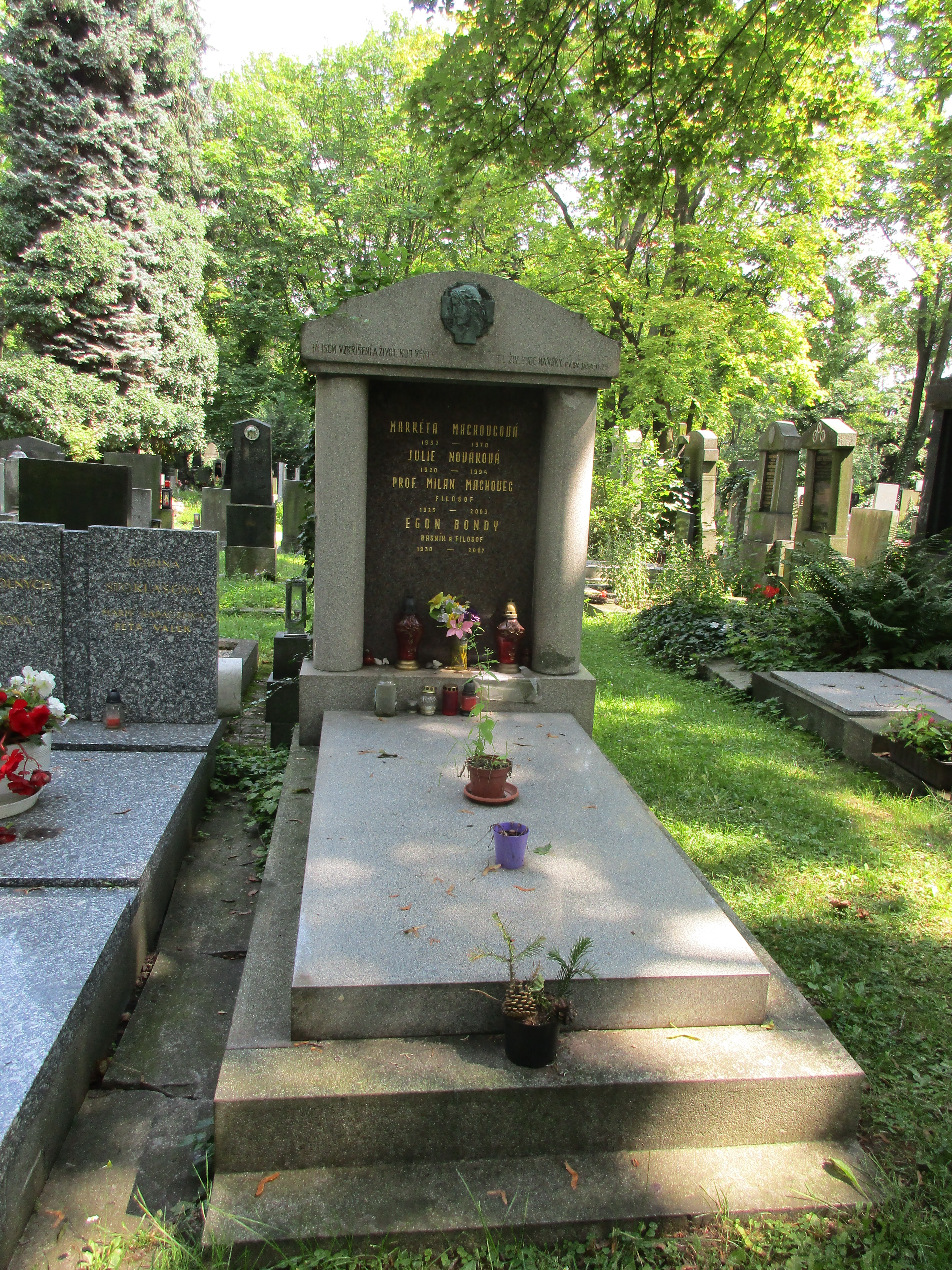
Grób Egona Bondy’ego na cmentarzu Malvazinky

Jego ojciec był oficerem przedwojennej armii czechosłowackiej . Matka zmarła, kiedy miał 13 lat . Dzieciństwo spędził w Pradze. W 1947 zapisał się do partii komunistycznej, wskutek czego ojciec wyrzucił go z domu i został bez środków do życia. Był zmuszony zrezygnować z nauki i zatrudnić się w bibliotece Komitetu Centralnego Komunistycznej Partii Czechosłowacji.
Z powodu problemów finansowych parał się żebractwem i przemytem, za co był kilkakrotnie notowany i aresztowany. Przez pewien czas był referentem do spraw młodzieży w komitecie dzielnicowym Komunistycznej Partii Czechosłowacji.
Na początku lat 50. XX wieku stał się krytyczny wobec systemu komunistycznego i jako zagorzały marksista, którym pozostał do końca życia, przystąpił do opozycji. Na znak protestu przeciwko powojennej antysemickiej polityce komunistycznego ZSRR, przyjął pod koniec lat 40. pseudonim Egon Bondy, nawiązujący do popularnego wśród Żydów w Czechach nazwiska . Od końca 1948 roku był kilkuletnim partnerem pisarki Jany Krejcarovej . Od 1949 wspólnie z Krejcarovą i Ivem Vodseďálekiem redagował samizdat literacki Edycję Północ (czes. Půlnoc), uważany za jedno z pierwszych podziemnych wydawnictw w kraju .
Przyjaźnił się z plastykiem Vladimírem Boudníkiem i pisarzem Bohumilem Hrabalem, który uwiecznił go w książce Czuły barbarzyńca. W 1954 roku zerwał nagle z dotychczasowym życiem towarzyskim i zajął się poszukiwaniami nowej drogi życiowej, związanej z duchowością wschodu . Po ukończeniu liceum dla dorosłych i zdaniu matury, w latach 1957–1961 studiował filozofię i psychologię na Uniwersytecie Karola. W tym okresie pracował jako stróż nocny w Muzeum Narodowym, potem w latach 1962–1967 w oddziale bibliograficznym Biblioteki Państwowej CSRS. W 1967 uzyskał tytuł doktorski i przeszedł na rentę. W swoich pracach filozoficznych porównywał filozofię Wschodu z tradycją zachodnią. Na początku lat 90. ukazało się sześć tomów jego Uwag do historii filozofii. Po praskiej wiośnie publikował w wydawnictwach podziemnych, podpisał się także pod Kartą 77.
W różnych okresach życia był trockistą, maoistą, czy anarchistą. Znany był jako alterglobalista i wróg konsumpcjonizmu, w związku z czym nie miał w domu ani telefonu, ani radia, ani telewizora. Jego wiersze wykorzystała grupa rockowa The Plastic People of the Universe przy tworzeniu swojej najgłośniejszej płyty Egon Bondy’s Happy Hearts Club Banned (Zakazany Klub Szczęśliwych Serc Egona Bondego). Pod koniec życia sam był wokalistą w grupie Požoň sentimental grającej piosenki twórców z Europy Środkowej.
W 1989 r. przeniósł się wraz z drugą żoną Julią Novakową z Pragi do zabytkowego Telcza, później do Bratysławy i przyjął słowackie obywatelstwo. W latach 1993–1995 wykładał filozofię i historię na tamtejszym Uniwersytecie im. Jana Amosa Komenskiego.
Przez blisko 30 lat chorował na nowotwór jelita. Zmarł na skutek poparzeń – zasnął z papierosem w ręku, a jego piżama zapaliła się. Został  pochowany na cmentarzu Malvazinky.

## Twórczość
W 1981 r. Bondy napisał wspomnienia Prvních deset let z burzliwego okresu 1947–1957. Miały one wyjść pięćdziesiąt lat po jego śmierci, w końcu zostały opublikowane w 2003 r. W 2004 wyszło na jaw, że w latach 1952–1955, 1961–1968 (jako „Klíma”), 1973–1977 („Mao”) i 1985–1989 („Oskar”) współpracował z czechosłowacką służbą bezpieczeństwa.
W Polsce ukazał się wybór jego wierszy Dzisiaj wypiłem dużo piw w tłumaczeniu i opracowaniu Leszka Engelkinga (wyd. Miniatura, Kraków 1997), powieść Noga świętego Patryka (tłum. Aleksander Kaczorowski, wyd. Świat Literacki, Izabelin 1995) oraz Szaman (tłum. Arkadiusz Wierzba, wyd. Ha!art, Kraków 2012). Wiersze Bondego znalazły się również w antologii Czeski Underground. Wybór tekstów z lat 1969–1989 (wyd. Atut, Wrocław 2008) oraz w antologii Leszka Engelkinga Maść przeciw poezji („Biuro Literackie”, Wrocław 2008).
Zajmował się także przekładem, tłumaczył dzieła Christiana Morgensterna. 